# 일본오소리
일본오소리(Meles anakuma)는 식육목 족제비과에 속하는 포유류의 일종이다. 일본의 토착종으로 혼슈와 규슈, 시코쿠, 쇼도섬에서 발견된다. 오소리(아시아오소리), 유럽오소리와 함께 오소리속에 속한다.

## 같이 보기
- 무지나
- 블래키스턴선